# Sander Sagosen
Sander Sagosen (14. rujna 1995.), norveški rukometni reprezentativac. Sudjelovao na svjetskom prvenstvu 2019. godine. Bivši član francuskog prvaka PSG-a i njemačkog THW Kiela. 